# Шилуте
Шилуте або Шилокарчма (лит. Šilutė, колишня назва — Гейдекруґ, нім. Heydekrug, литовські варіації — Шилокарчема, лит. Šilokarčema, Шило карчама, лит. Šilo karčiama, уст. рос. Шилокарчма) — місто, районний центр у Шилутському районі Литви.

## Історія

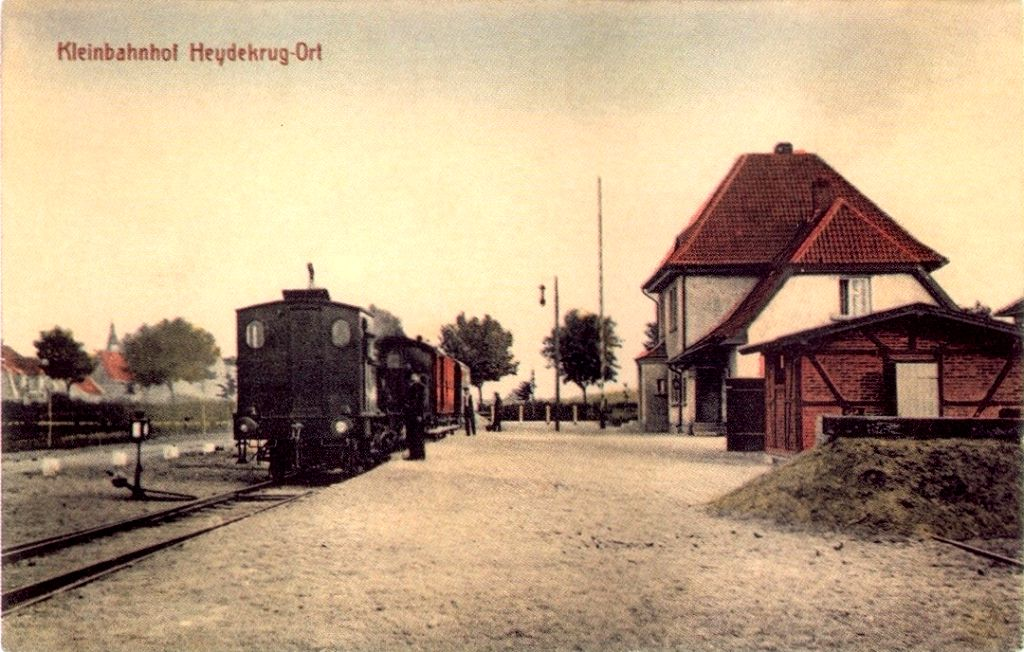
Вокзал Шилуте (Гейденкруґа) початок XX ст.

Місто розташоване на колишній території племені скальвів. Землі навколо Шилуте і далі на північ і схід називалися «Ламата». За часів Тевтонського ордену (XIV ст. - 1525 р.) через ці землі пролягала дорога з Тільзіта до Клайпеди на території Шилутського повіту.

### Середньовіччя

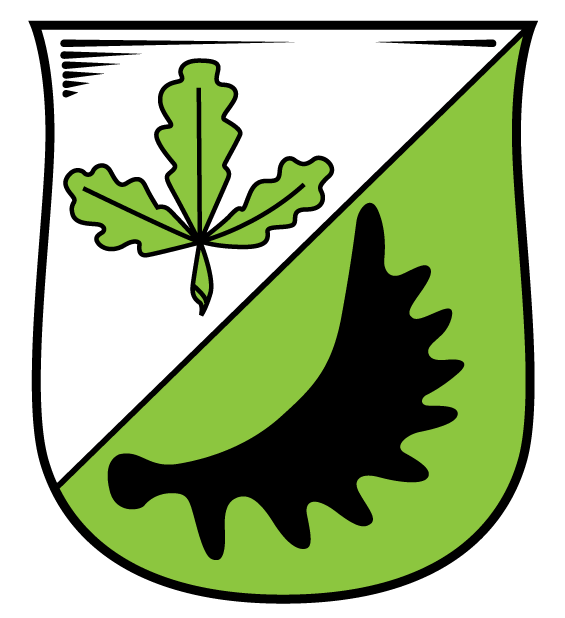
Старий герб Шилуте

У 1511 була заснована таверна, навколо якої утворилося поселення Шилокарчема. У 16 ст. неподалік сучасного міста Шилуте було засноване село Вердайн. У 1540 р. тут проживало 27 сімей. У 1566 збудована Вердайнська євангельсько-лютеранська церква. У 1588 тут була заснована Вердайнська парафіяльна школа з бібліотекою. У 1540 засновано поселення Жибай, де жили ремісники. З 2-ї пол. 16 ст. Шилокарчема прославилася своїм щотижневим ринком, де збиралися рибалки, фермери, ремісники, торговці не лише з околиць, а й із Жемайтії Куршської коси, Русне тощо.

### Нові Часи
У 17 столітті закладені маєтки в Барздунаї, Мацікай, Вердайні тощо.
У 17 столітті шотландці, які втекли від релігійних переслідувань, оселилися в Шилокарцемі та Вердайні.
У 1684 р. священник Русне Миколас Гайдис побудував садибу на околиці Вердайни, яка стала початком села Гайделяй. У 1525-1701 територія Шилутського повіту належала до Прусського герцогства. Під час війни 1628–1635 Шилуте володіли шведи, у 1701–1871 – Королівство Пруссія.
У 18 столітті на території Шилутського повіту змінився склад населення - старожили, основу яких становили литовці, вимерли під час Північної війни та епіемії чуми на початку століття, пізніше відбулася Семирічна війна (1756-1763). На їх місця прийшли німці, австрійці та ін.

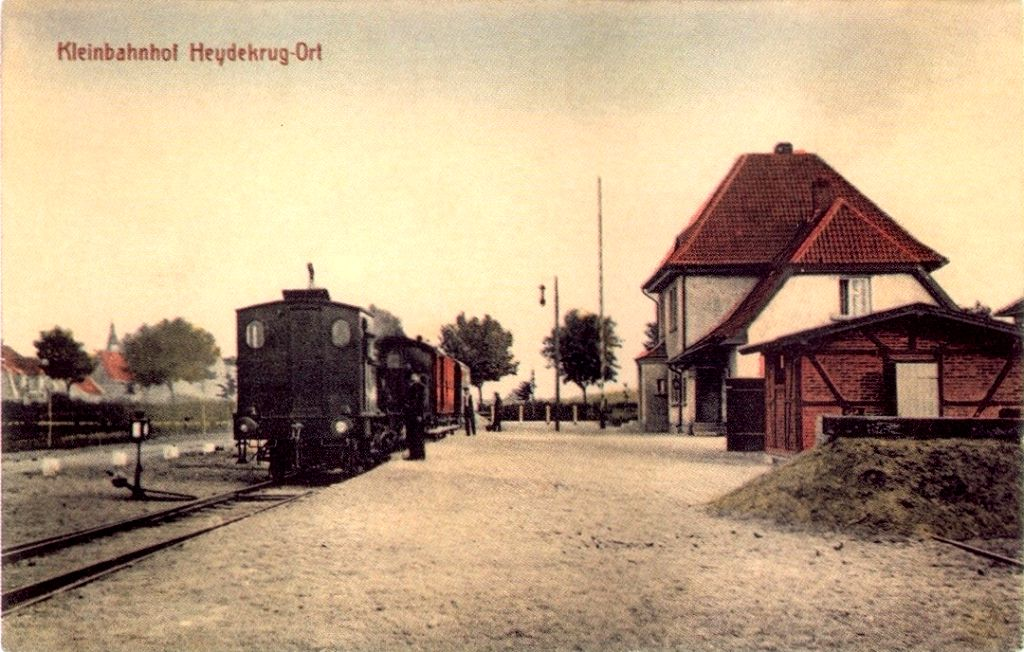
Залізнична станція Шилуте-Мєстас на початку XX ст..

Згодом почалося будівництво дороги на Тільзіт (1846-1850 рр.), залізниці Клайпеда-Тільзіт (1872-1875 рр.), дороги до Русне та інших, більших населених пунктів. У 19 столітті населення було виснажене голодом, епідеміями, повінню. У 1871-1920 рр. територія Шилутського повіту належала до Німецької імперії.

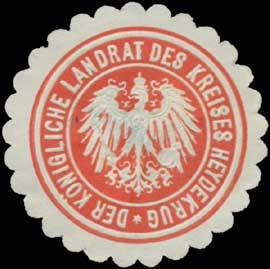
Королівський знак якості, що використовується повіті Шилуте з часів Німецької імперії

У 1910 Жибай, Цінтйонішкяй, Вардайн пов'язані з поселенням Шилокарчема. У 1912 була побудована залізниця 1435 мм завширшки — вузькоколійка Шилуте-Кулешай, яка належала Інстербурзькій компанії вузькоколійок (хоча залізниця була ширококолійною). У 1945 р. її було демонтовано.
У 1918-1921 рр. Рада Шилутського округу випустила власні банкноти номіналом 25, 50, 75 пфенігів і 1 марку, які використовувалися в Шилутському повіті до 21 лютого 1922 р.
У 1918 р. у Шилокарчемі була заснована німецька середня школа. У 20 столітті територія Шилутського повіту була переважно литовською, хоча деякі села лише сприймалися як литовські: у 1905 р. у Кірлікаї проживало лише 44%, у Барздунаї – 37%, у Ляучаї – 32% литовців тощо.

### Від'єднання Шилуте від Німеччини

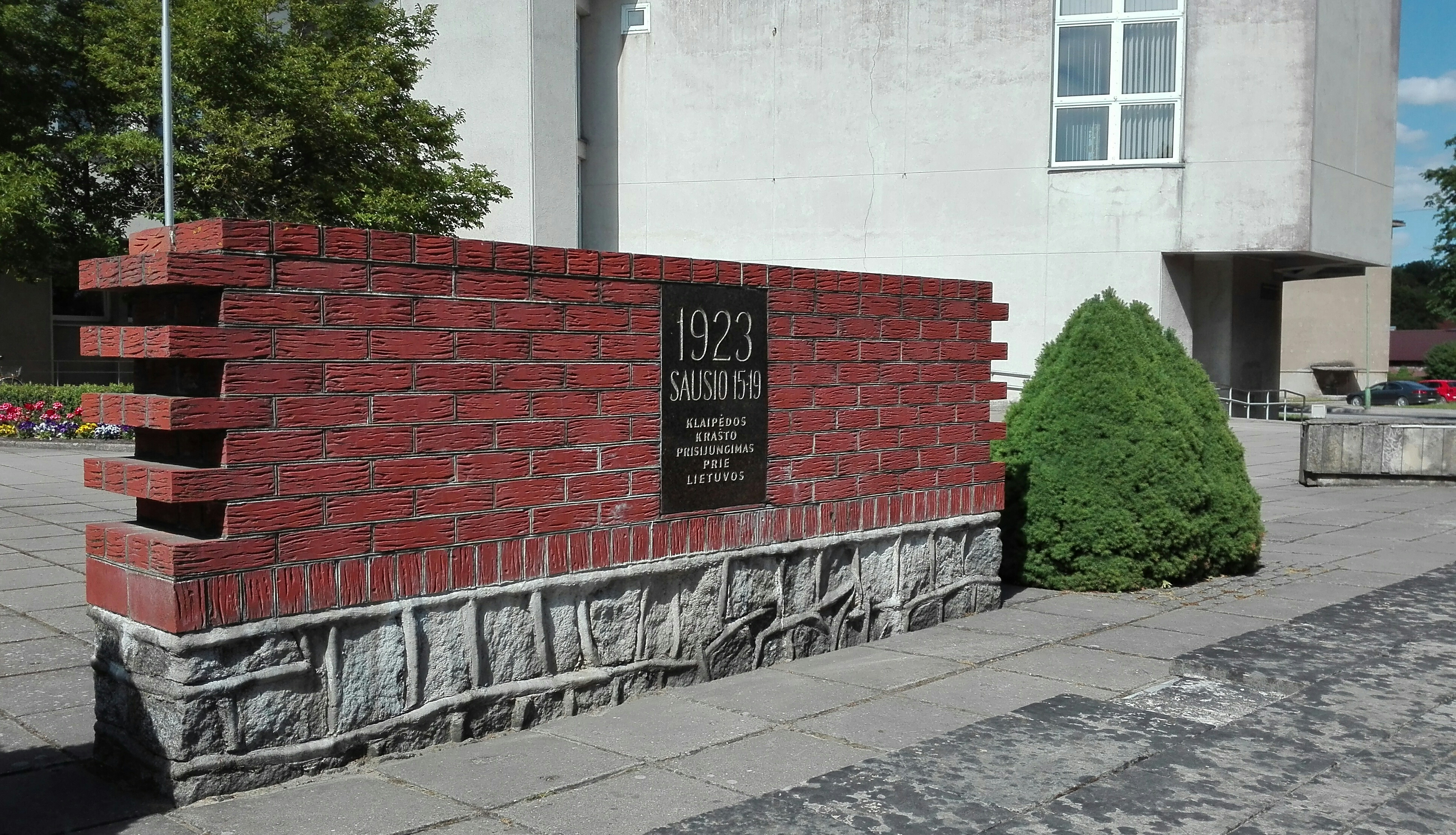
Пам'ятник приєднанню Клайпедського краю до Литви, розташований біля муніципалітету.

У 1920-1923 рр. під час панування Франції литовці зібралися в Шилокарчемі, прагнучи приєднати Клайпедський край до Великої Литви. Наприкінці 1922 р.   в Шилокарчемасі було створено відділення Головного комітету порятунку Малої Литви («Vyrusasušius Mažosijas saljebejimas komitės»). Пізніше члени Комітету порятунку, які в 1923 р. переїхали до Шилокарчемаса 9 січня опублікували маніфест про те, що Клайпедська директорія та інші органи управління розпускаються, а нова Директорія перебирає всю владу. Ввечері 10 січня 1923 повстанці зайняли Шилокарчемас. 19 січня 1923 відбувся з’їзд організацій: Головний комітет порятунку Малої Литви, Литовська культура Клайпедського краю тощо (120 осіб), на якому було ухвалено декларацію про приєднання Клайпедської області до Литви на правах автономії.

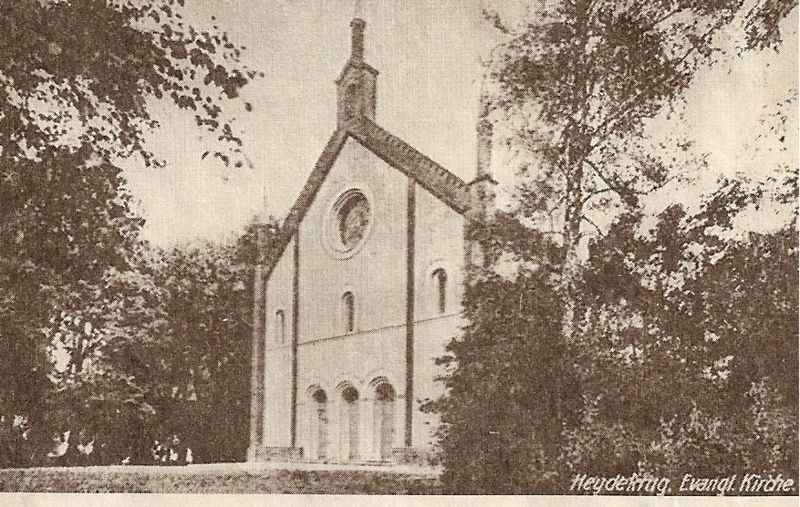
Верденська євангелічна церква

У 1923 нова адміністрація Клайпедського краю змінила назву поселення Шилокарчемас на «Шилуте». До 1939 р. діяло багато важливих установ, будувались нові вулиці та дороги, створювалася місцева промисловість (кондитерська, щіткова, лимонадна, миловарна та ін. фабрики). У 1927 р. створено литовську середню школу. Збудовано електростанцію (1924 р.), Шилутську євангелічно-лютеранську церкву (1926 р., арх. К. Гуткнехт), німецьку (1930 р.), литовську (1938 р.) гімназії та ін. будівлі. У 1936 р. засновано спиртзавод. У 1938 р. у Шилуте було 17 промислових підприємств, на яких працювало 295 робітників.
Заснований як рибацький ринок Георґом Таллатом у 1511 на території Східної Пруссії, у 1550 збудовано церкву. В 1923 разом із Клайпедою містечко перейшло до Литви, перейменовено. У 1939 до 1945 насильно повернуто у склад Рейху та у 1941 отримав статус міста. Поряд з Хейдекруґом розмістився концентраційний табір для військовополонених.

### Друга світова війна
23 березня 1939 Клайпедський край анексував Третього рейху, литовські школи та інші литовські установи були закриті. Верденська середня школа була перенесена до Жемайчу Наумієстіса. З 1939 до 1945 територія Шилутської волості належала до Гумбинського району. У 1941 Шилуте отримало права міста і на той час у місті проживало близько 5400 жителів. У Мачікаусі діяв табір для військовополонених, створений німцями (1939-1944). Це був табір військовополонених, де були ув’язнені військові пілоти Великої Британії, США. На початку 1945 совєцькі репресивні структури захопили Шилутську в'язницю.

### Після Другої світової
Після Другої світової війни склад населення території Шилутської волості докорінно змінився. Німці та частина литовців, які жили до війни, з наближенням фронту переїхали на захід, а решту депортували. Прибулі з різних куточків Литви та Совєцького Союзу оселилися в порожніх будинках. З 4500 (1939 р.) жителів у м. Шилуте залишилося лише 7 (середина жовтня 1944 р.), а в 1959 р. вже проживало 8969 жителів. У 1955 р. після того, як ФРН підписала угоду з СРСР про виїзд колишніх німецьких громадян до ФРН, багато жителів, які проживали на території району Шилуте, скористалися цим.

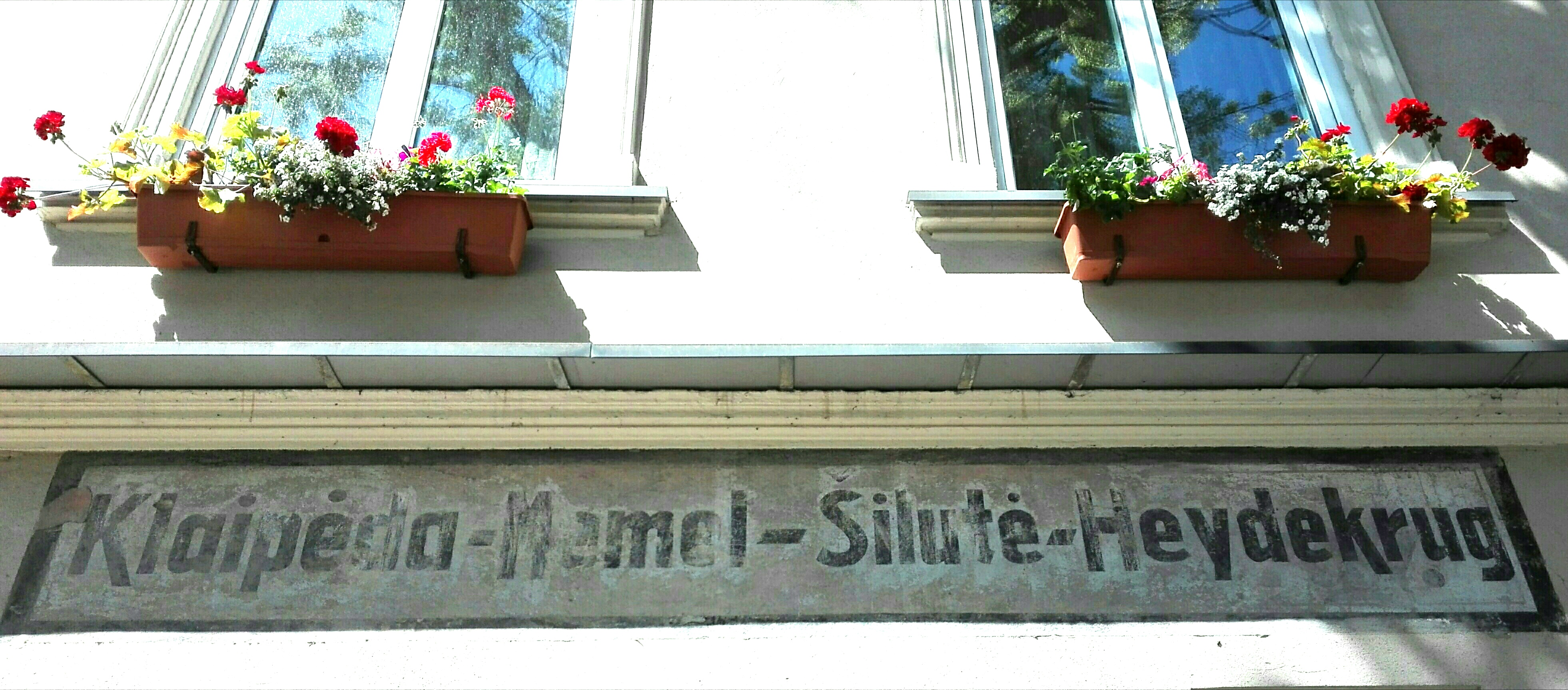
Литовсько-німецький напис на будівлі в Шилуте

У 1944-1947 рр. Шилуте знову стає центром повіту, а з 1950 - центром району. 3 серпня 1946 Шилуте стало містом при повіті. У місті відбудовується і створюється промисловість. Створюються школи, відкриваються лікарні, культурні та адміністративні установи. У сільській частині округу, Jonaičiau apylinkė, було створено кілька колгоспних коледжів, на базі яких виникли Йонайчівський радгосп і Шилутський радгосп-технікум.
У Мацікаї був створений табір для військовополонених (1944-1946), пізніше замінений табором Шилуте (Управління виправно-трудових таборів МВС СРСР, 1946-1955). Головні школи, фельдшерсько-акушерські пункти, відділення зв'язку, будинки культури, бібліотеки, продовольчі склади створювалися в центральних населених пунктах господарств (Лаучай, Пагриняй). 
У 1968 побудовано універмаг (арх. А. Паталаускас), 1987 – новий культурний центр (арх. І. Краняускас). 1989 засновано Шилутську православну Архангело-Михайлівську парафію.

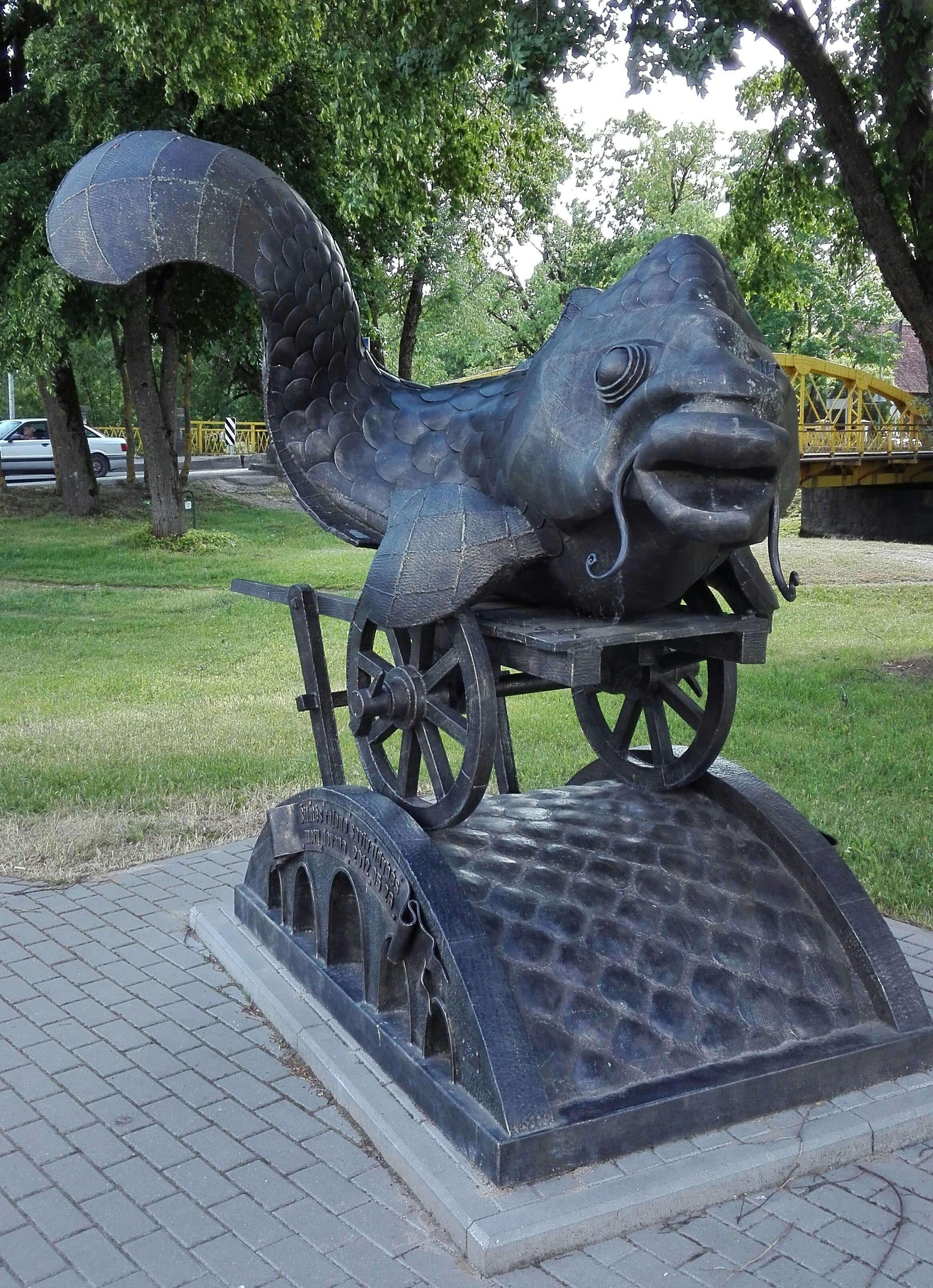
Пам’ятник «Риба» на Жовтому мосту, Шилуте

У 1995 підтверджено поточний герб Шилуте. У 2011 Шилуте обране Литовською культурною столицею. У 2013 Євангелічно-лютеранська парафія Шилуте відзначила своє 100-річчя. Під час святкування до міста приїхало багато гостей з Литви та Німеччини.

## Визначні місця
На перший погляд схоже на типове німецьке містечко. На його «німецьке» походження вказує архітектура: фахверк, юґендстиль, готика та неоготика. Шилуте має можливість стати одним з туристичних центрів Литви, однак для потрібно розвинути інфраструктуру, відреставрувати історичні об'єкти, та прорекламувати місто у туристичних путівниках.
У Шилуте варто відвідати старовинну пошту — 1905 р., пожежну башту — 1911 р., суд та в'язницю — 1848 р., міст через Шишу — 1914 р., Маєток Гьюго Шоюса — 1818 р., старовинну торговельну площу, порт, залізничну станцію й міст — 1875 р., гімназію Відунаса — 1924 р.

## Населення
| Динаміка населення з 1897 по 2018 |        |        |        |          |          |        |          |          |          |
| 1897пер.                          | 1925   | 1931   | 1938   | 1959пер. | 1970пер. | 1976   | 1979пер. | 1989пер. | 2001пер. |
| 2100                              | 4348   | 4582   | 5168   | 8900     | 12 400   | 15 300 | 16 000   | 21 179   | 21 476   |
| 2011пер.                          | 2016   | 2017   | 2018   | -        | -        | -      | -        | -        | -        |
| 17 775                            | 16 805 | 15 902 | 15 431 | -        | -        | -      | -        | -        | -        |
| Гістограма динаміки населення     |        |        |        |          |          |        |          |          |          |

## Міста-побратими
У Шилуте є п'ять міст-побратимів:
- Юнгбю, Швеція
- Наксков, Данія
- Еммеріх, Німеччина
- Острода, Польща
- Славск, Росія

## Відомі особистомті з Шилуте
- Герман Зудерманн (1857—1928) — німецький новеліст та драматург.
- Каталіна Шелінскі-Зінгер (народився 1918) — скульптор.

## Світлини

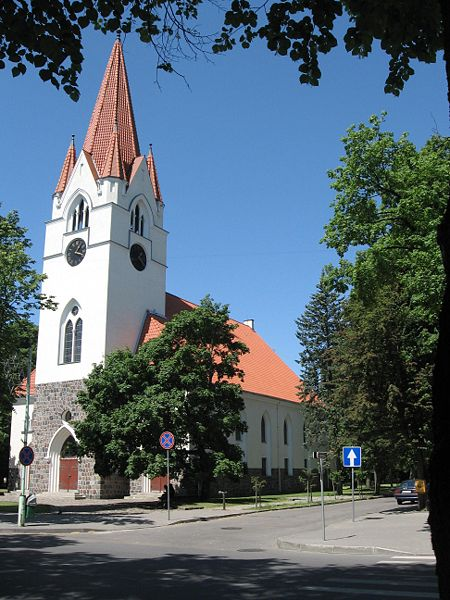
Лютеранська кірха у Шилуте
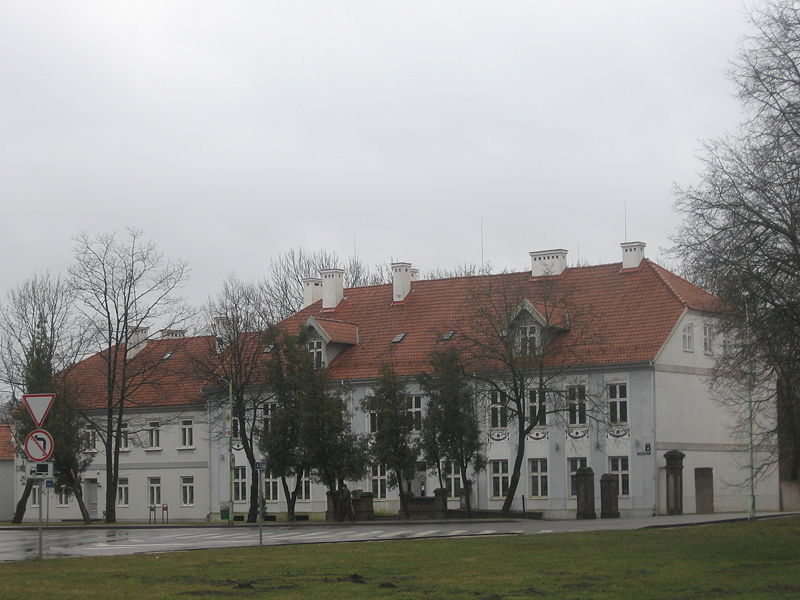
Маєток Гьюго Шоюса
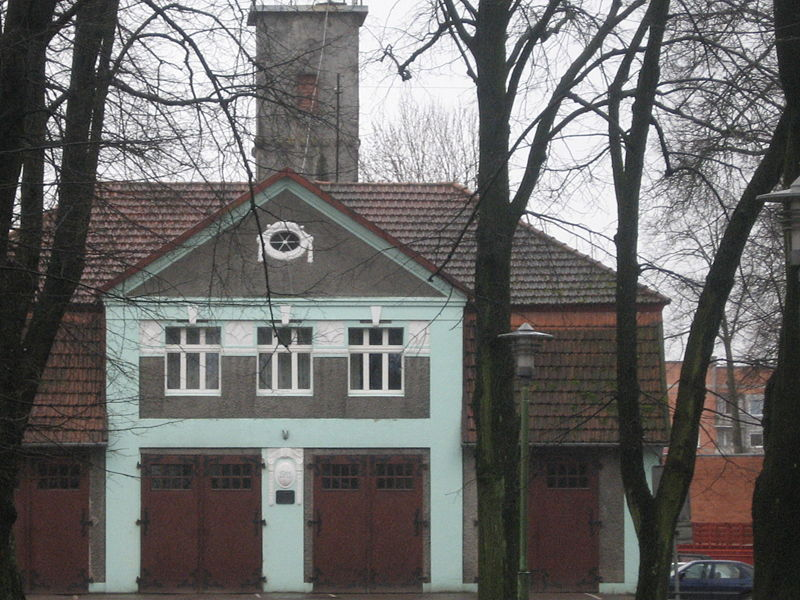
Пожежна башта
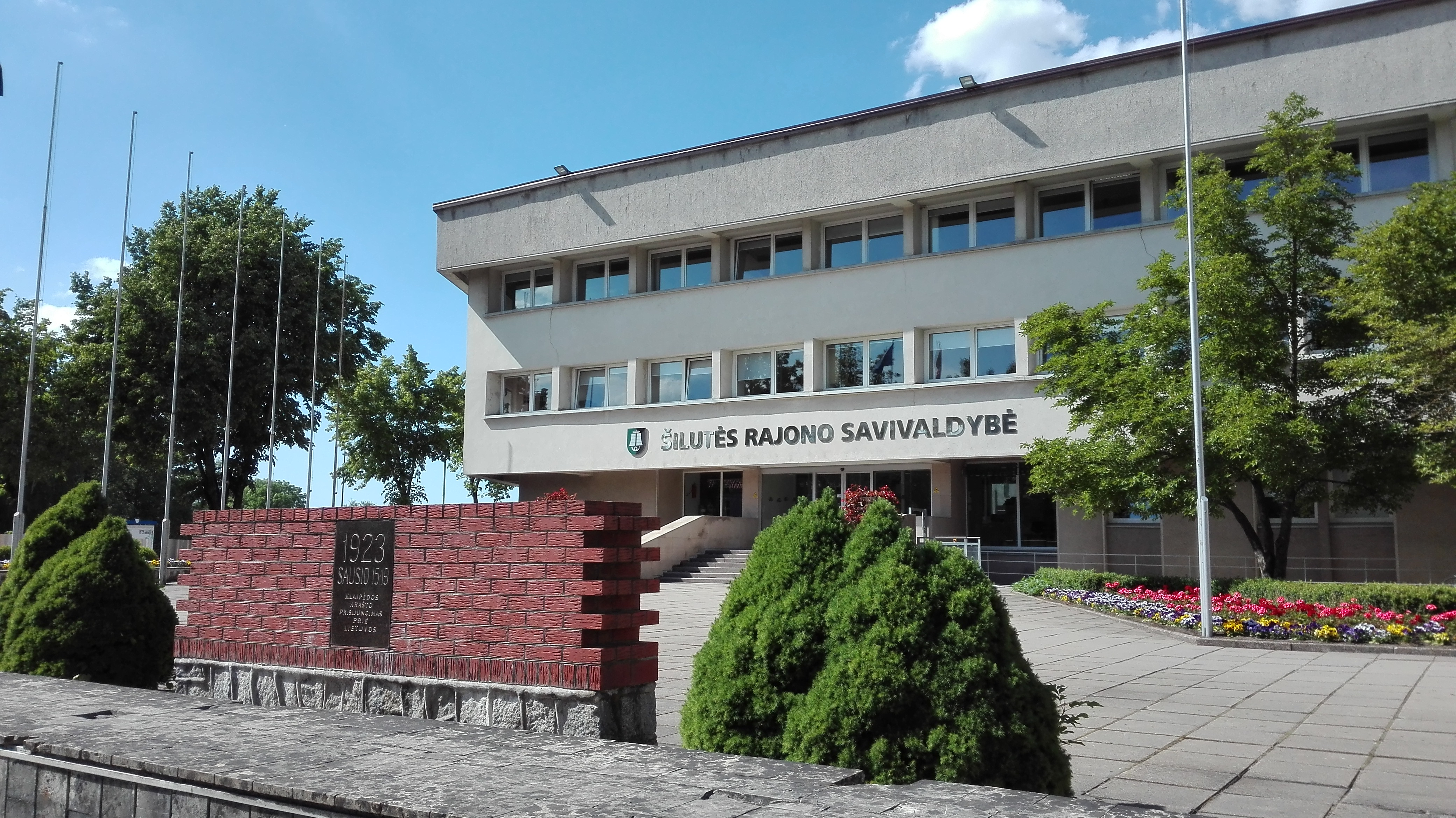
Шилутський район
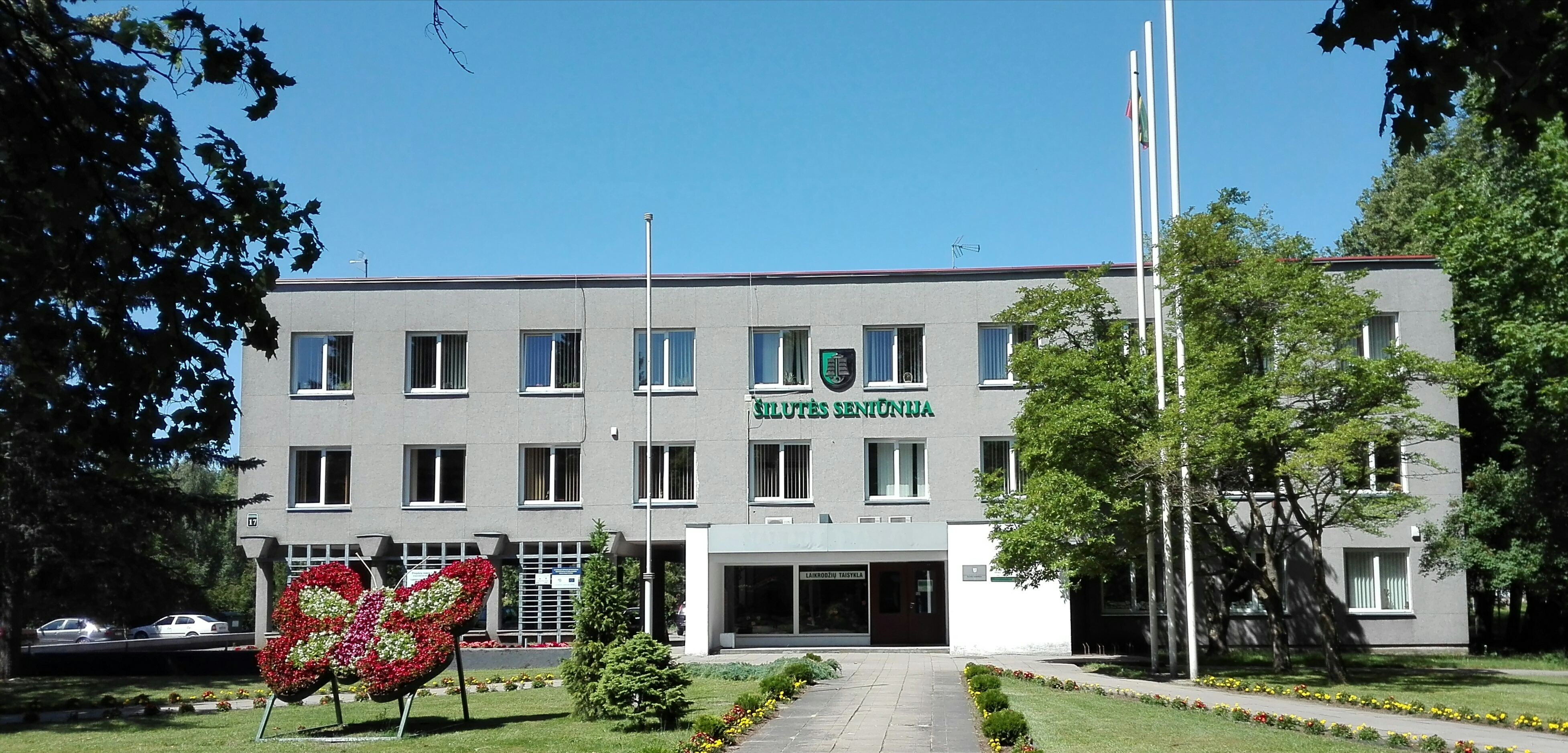
Шилутське староство
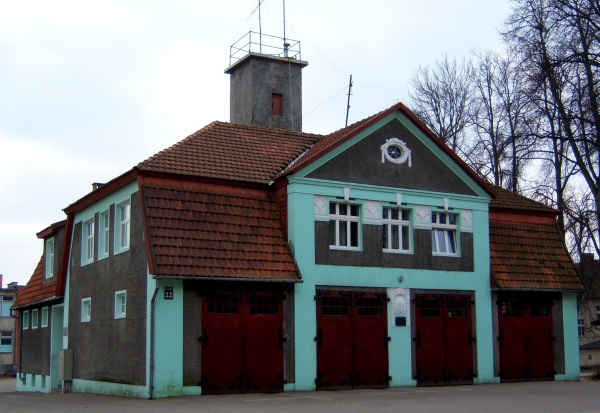
Пожежна станція Шилуте, 1911 р.
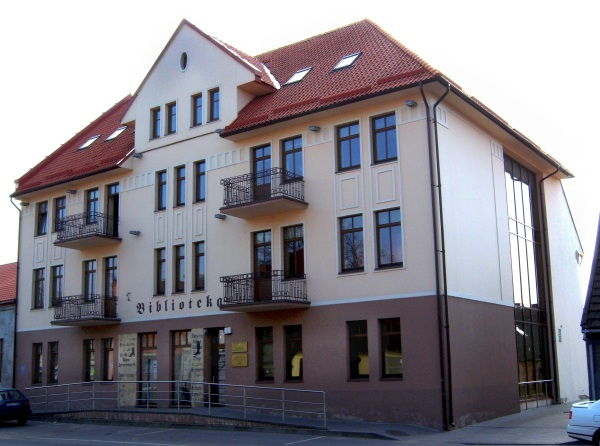
Публічна бібліотека імені Фрідріха Байорайтіса
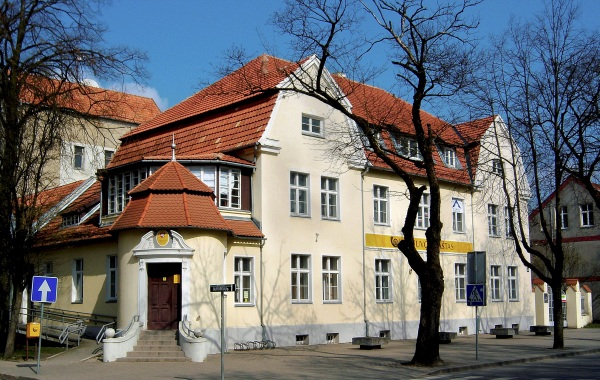
Шилутська пошта, 1905 рік
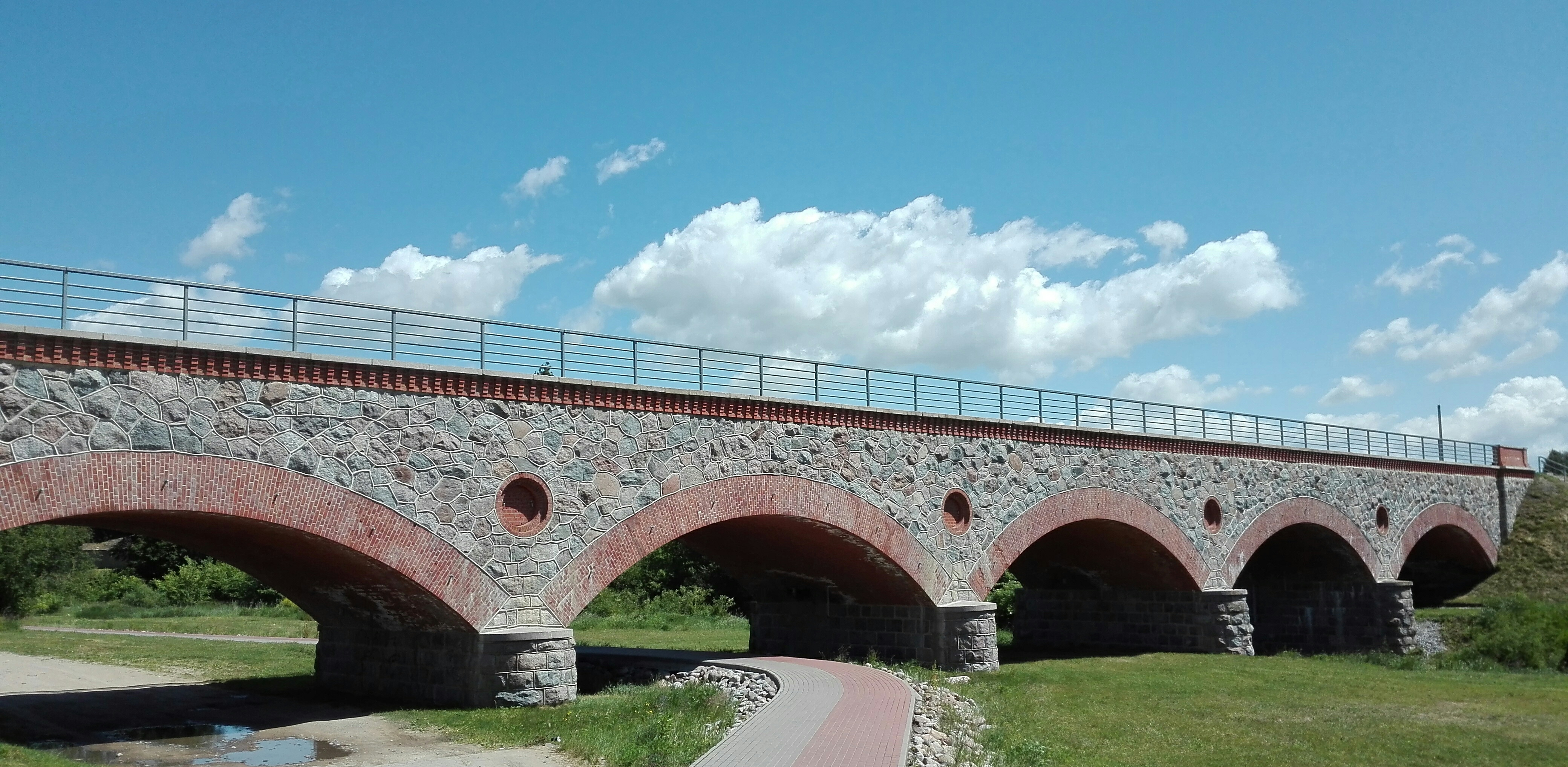
Залізничний міст в Шилуте через Шишу, 1875 р.
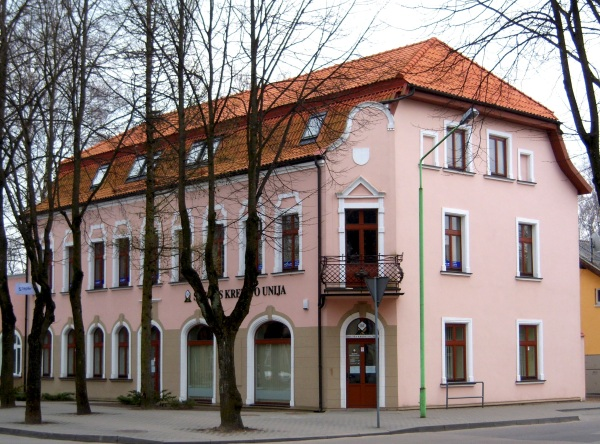
Будинок в Шилуте
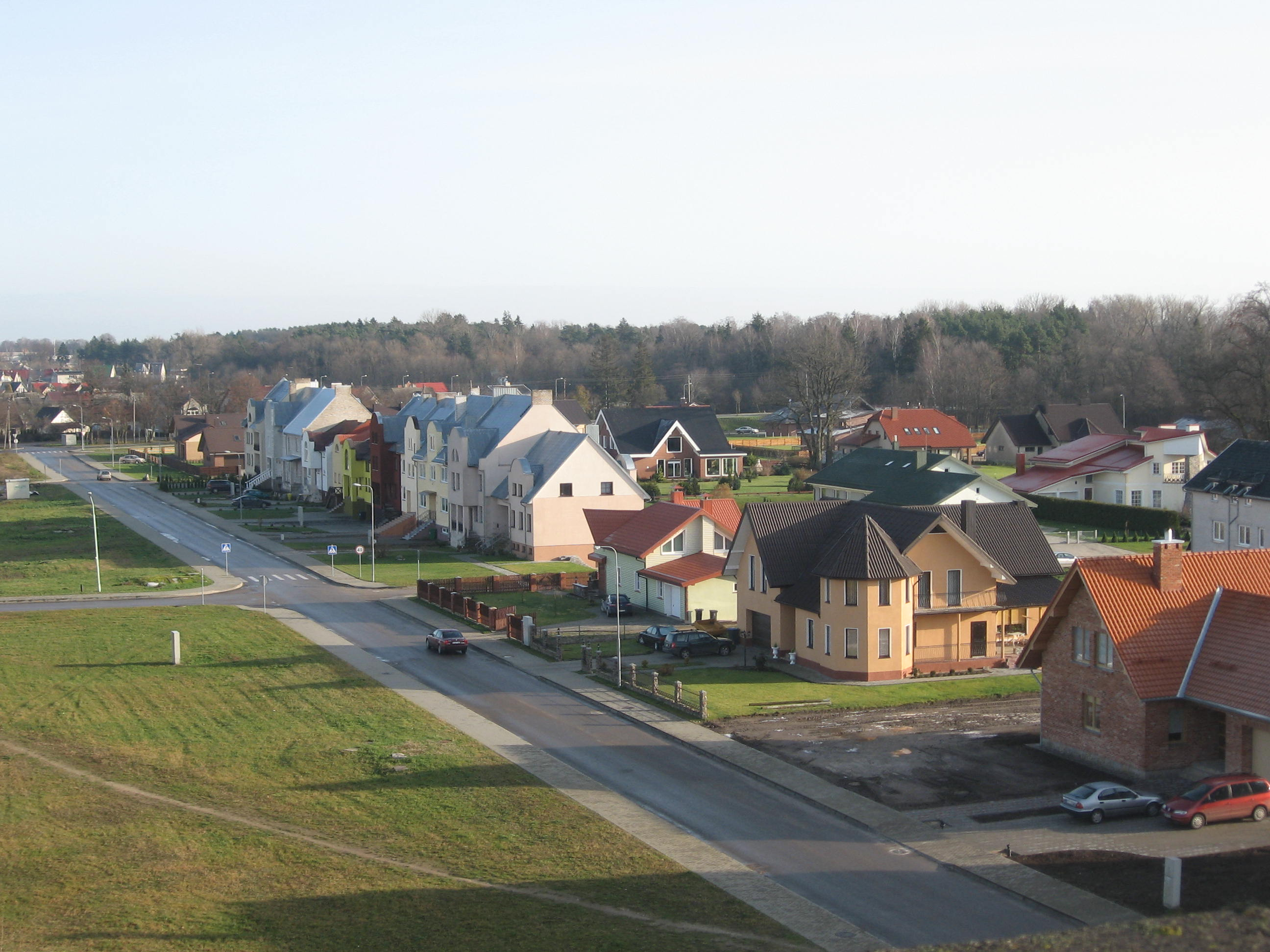
Новий будинок біля річки Шиша
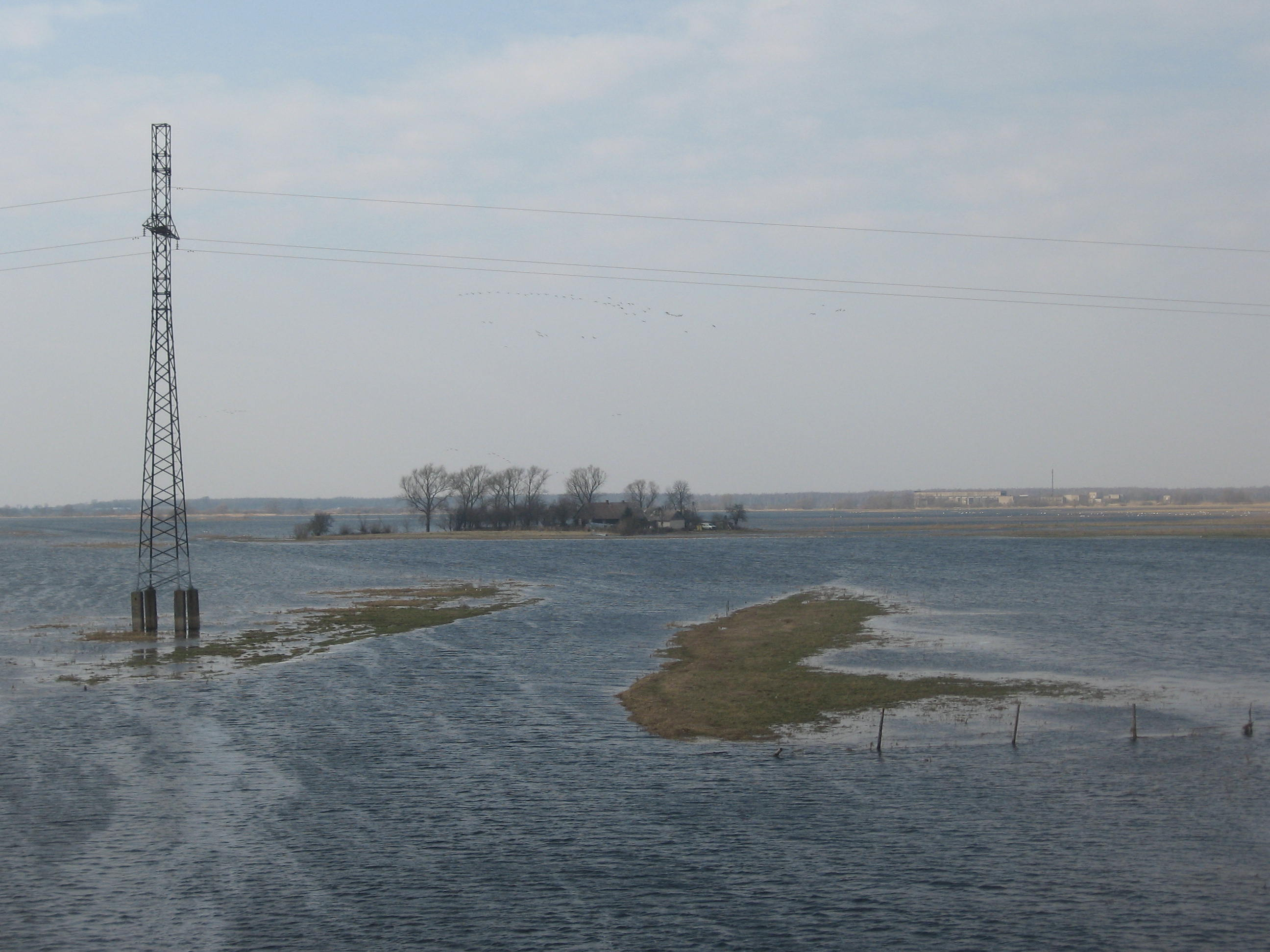
Повінь біля Шилуте
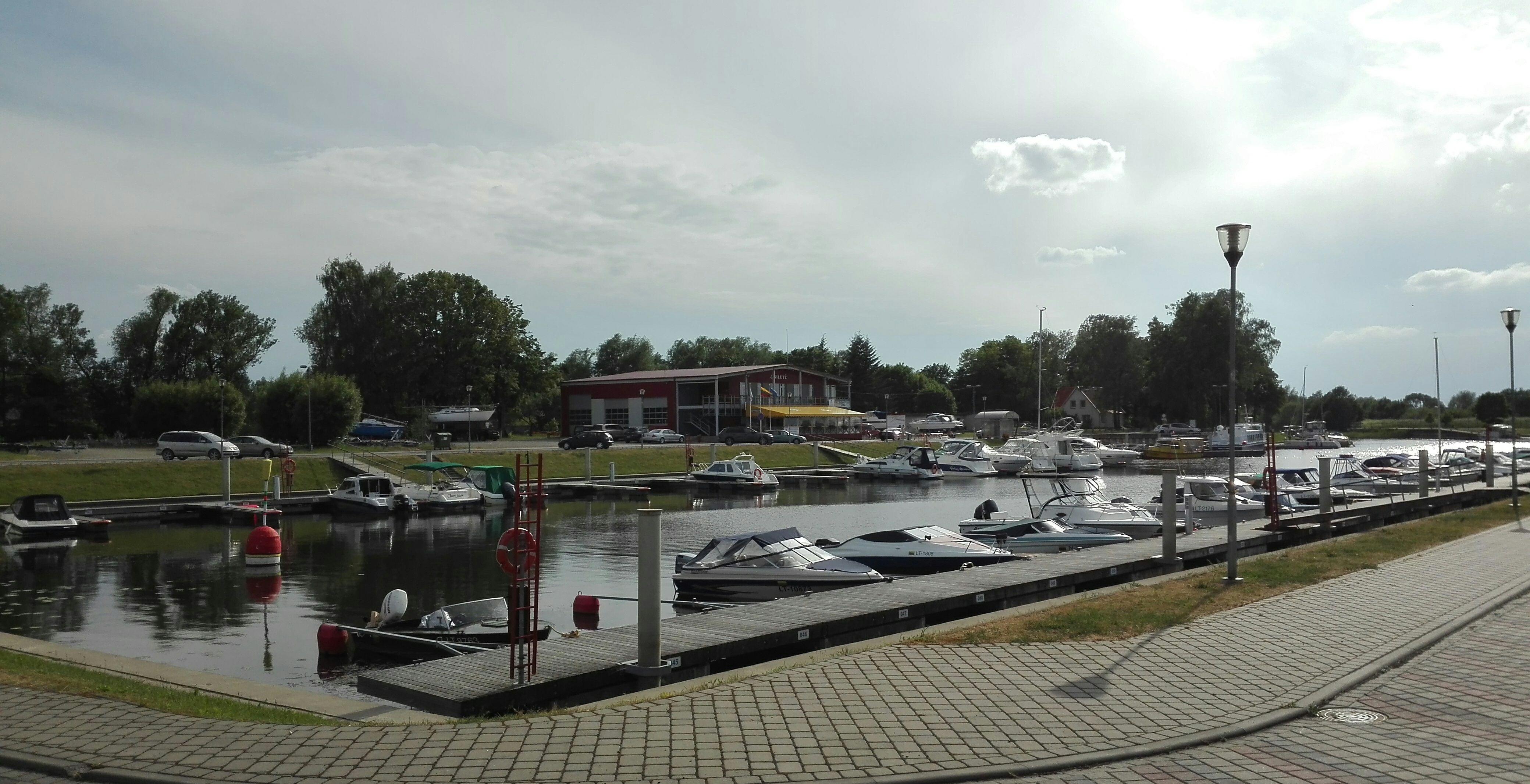
Порт для невеликих суден в Шилуте
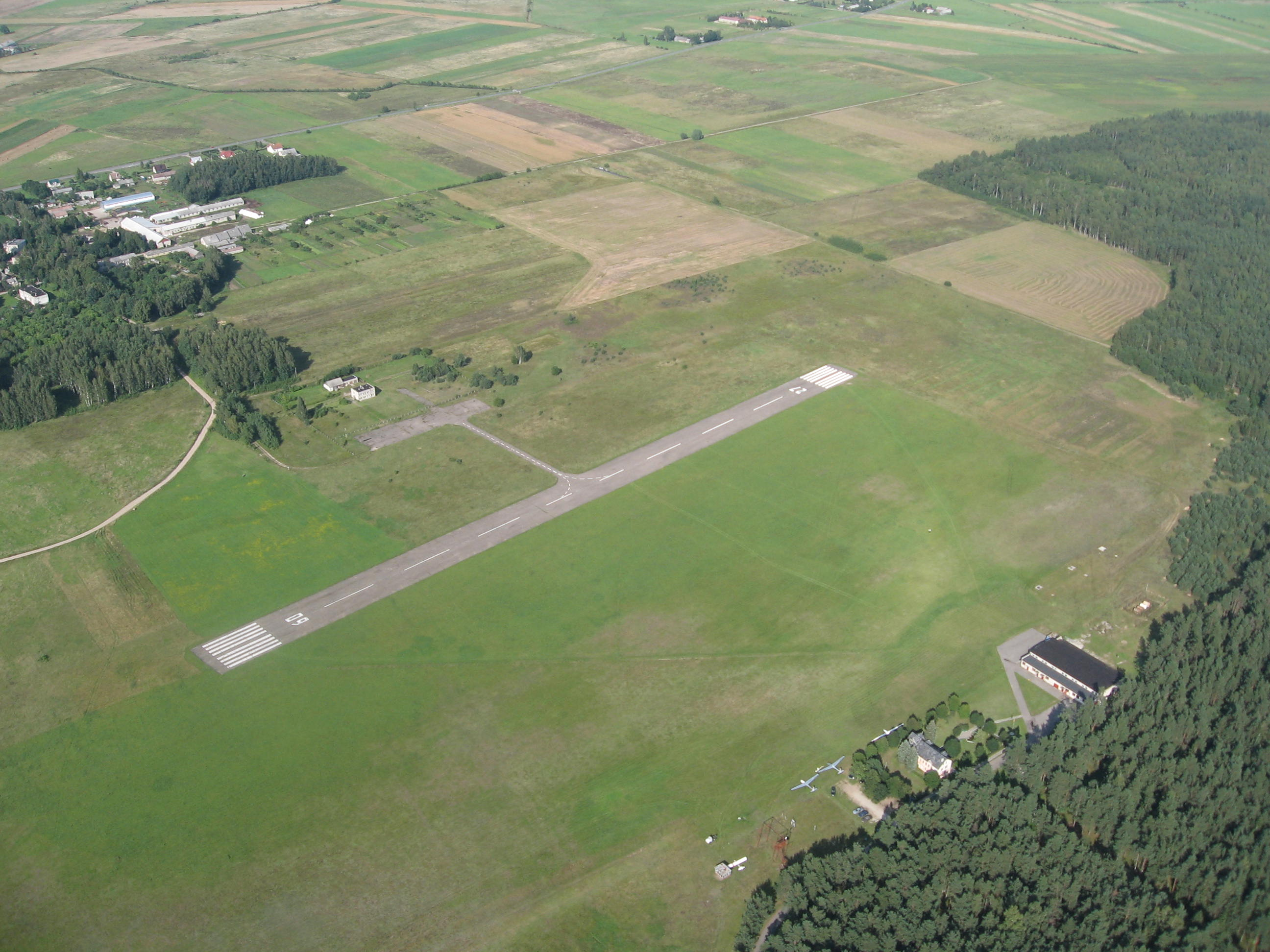
Аеродром в Шилуте
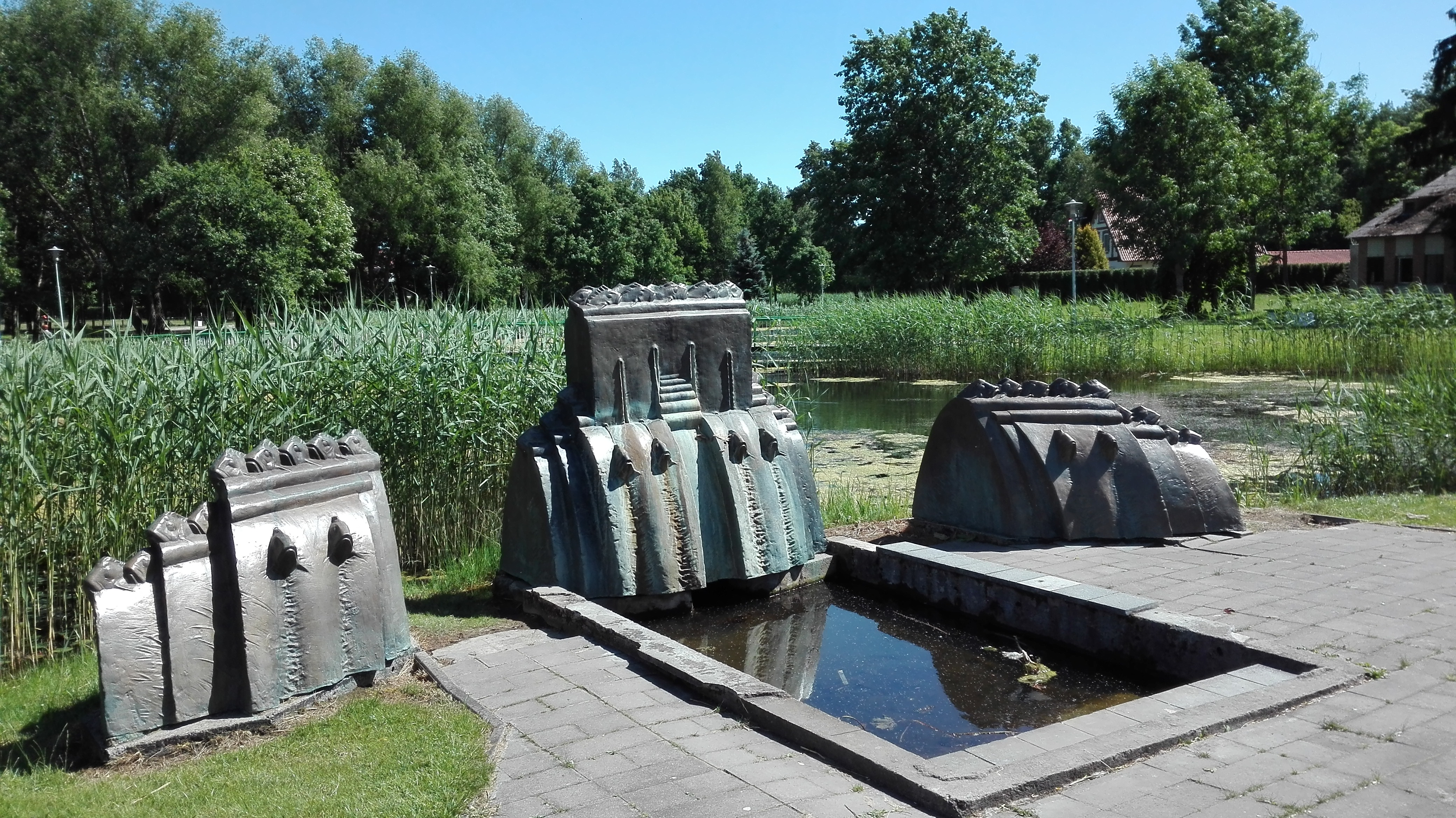
Парк за будинком культури
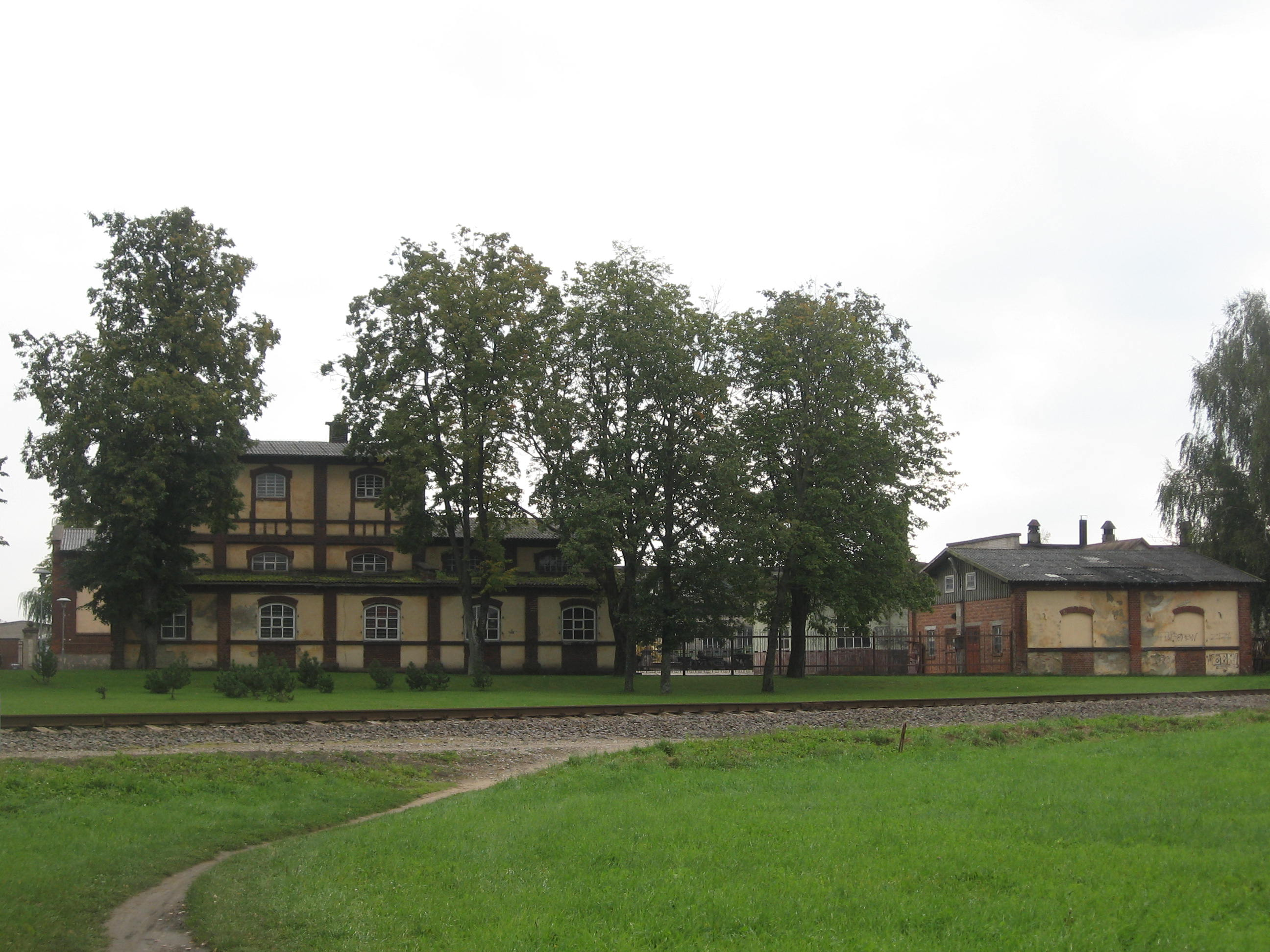
Колишній газовий завод
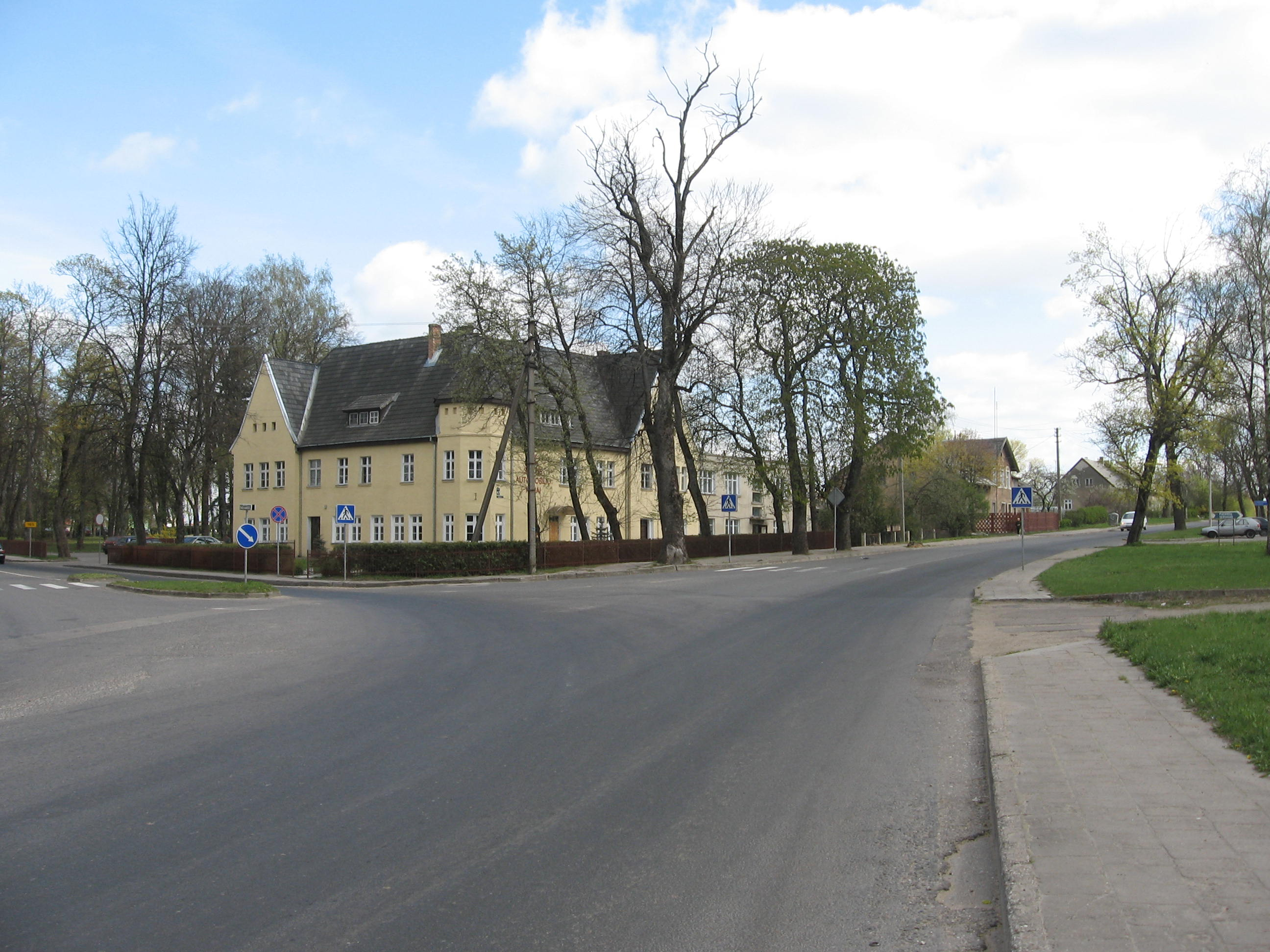
Вердайн
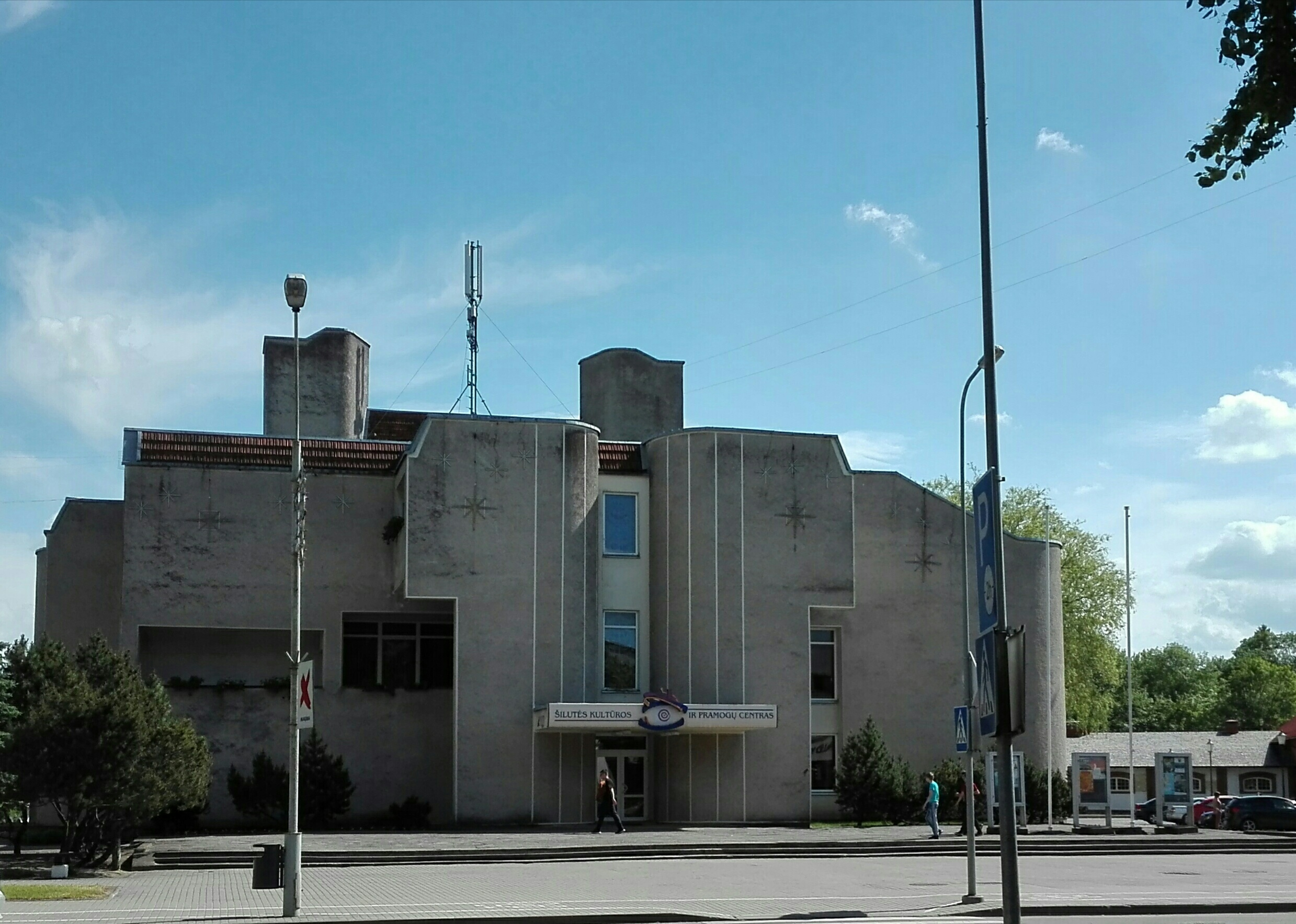
Будинок культури Шилуте до ремонту
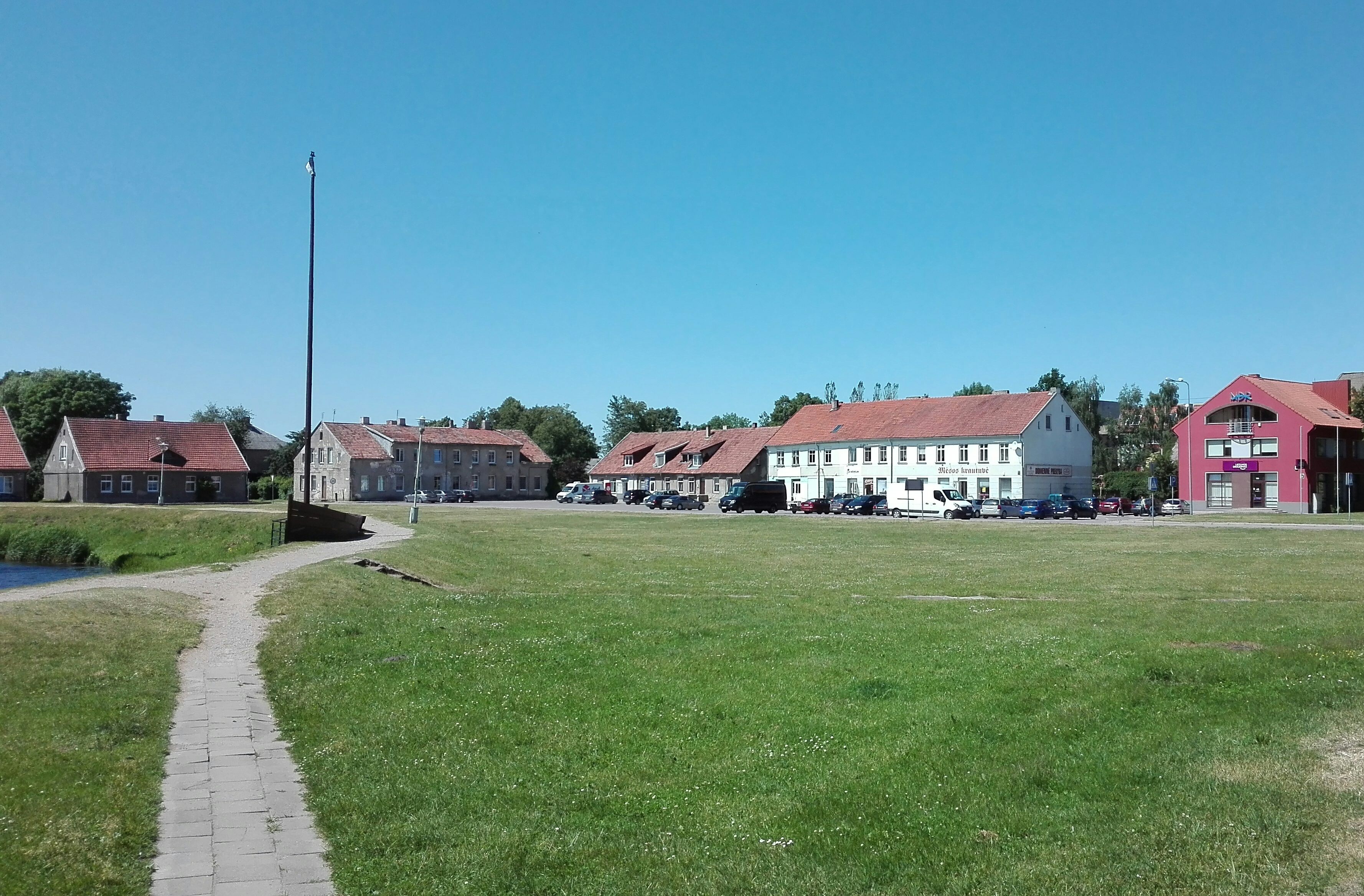
Старий ринок у Шилуте
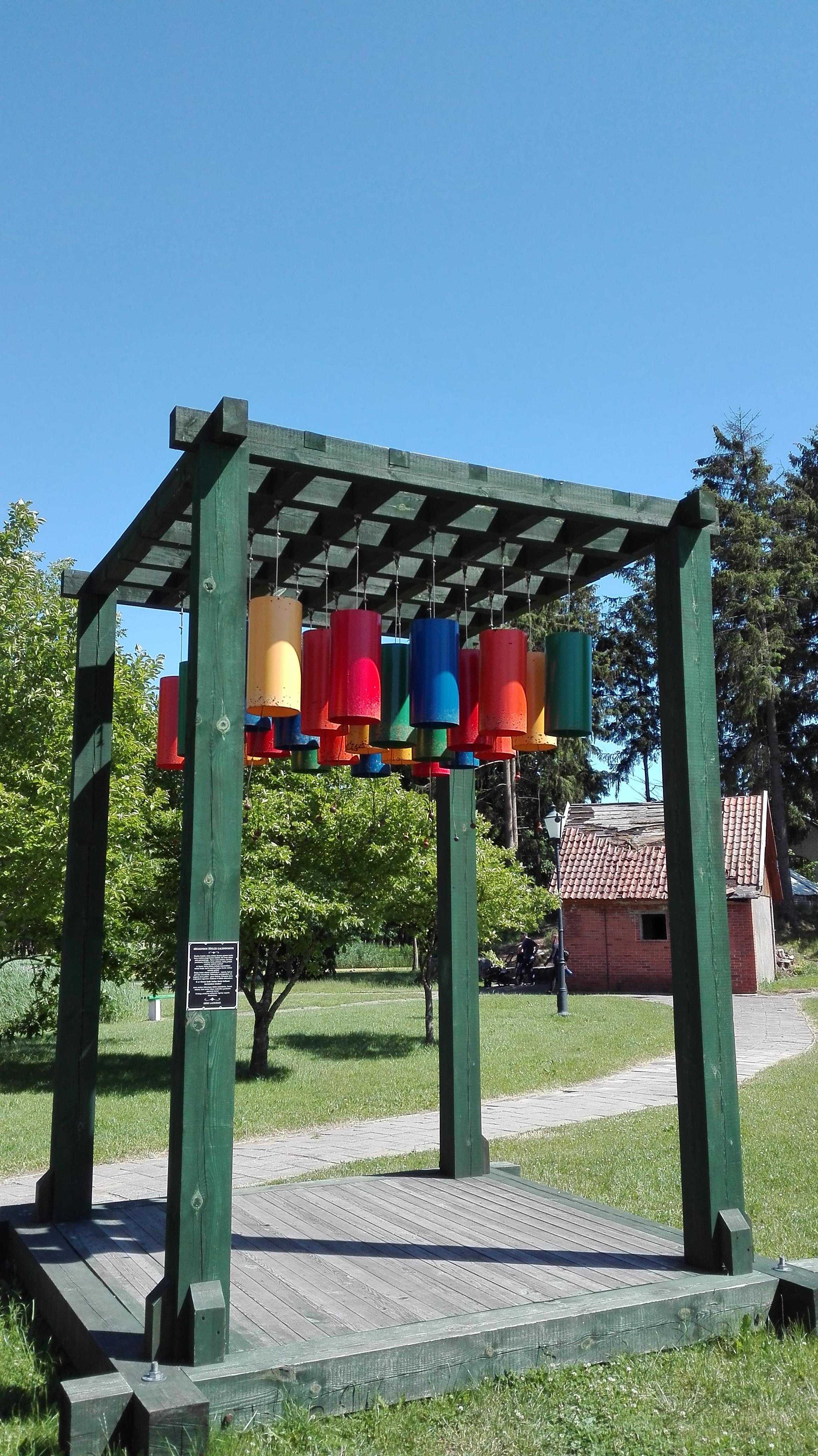
Скульптура в парку Шилуте
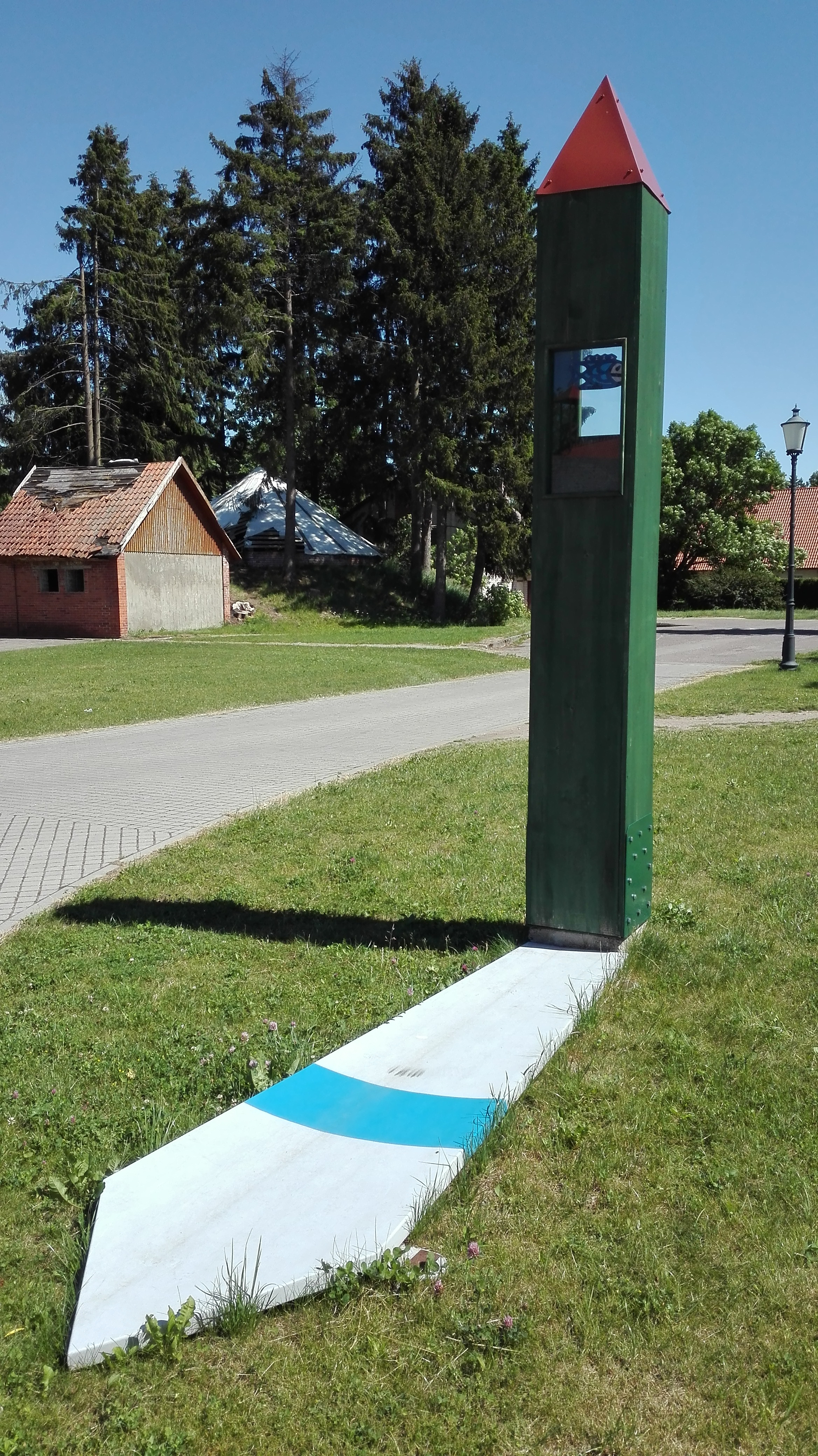
Скульптура риби в парку Шилуте